# Bianchi VM 6C
La Bianchi VM 6C fu un veicolo militare tattico leggero prodotto dalla casa automobilistica italiana F.I.V. Edoardo Bianchi di Milano. Fu sviluppata nel 1938 a partire dalla Bianchi S6 civile e venne acquisita dal Regio Esercito come vettura da collegamento di alta gamma per i comandi superiori (insieme alla Alfa Romeo 6C 2500 Coloniale ed alla Fiat 2800 CMC), che la impiegarono durante la seconda guerra mondiale.

## Tecnica
La VM 6C è basata sul autotelaio rinforzato della Bianchi S6. Il telaio, a quattro ruote da 5.50×18, a trazione posteriore e guida a destra, è caratterizzato dalle due ruote di scorta poste in folle ai lati del cofano motore, dietro al primo asse, in modo da facilitare il superamento degli ostacoli. Il parabrezza frontale è completamente ribaltabile, quello posteriore, che separa il vano di guida da quello posteriore, è abbassabile orizzontalmente. I sedili sono coperti in tela grigioverde e nel vano posteriore sono ricavati due tavolinetti e tre ripostigli per gli alti ufficiali trasportati. la carrozzeria, in versione torpedo, è munita di una copertura a mantice in tela che copre l'intera vettura, ha linee squadrate ed è verniciata in colori mimetici marrone, verde e kaki.